# 面包历史

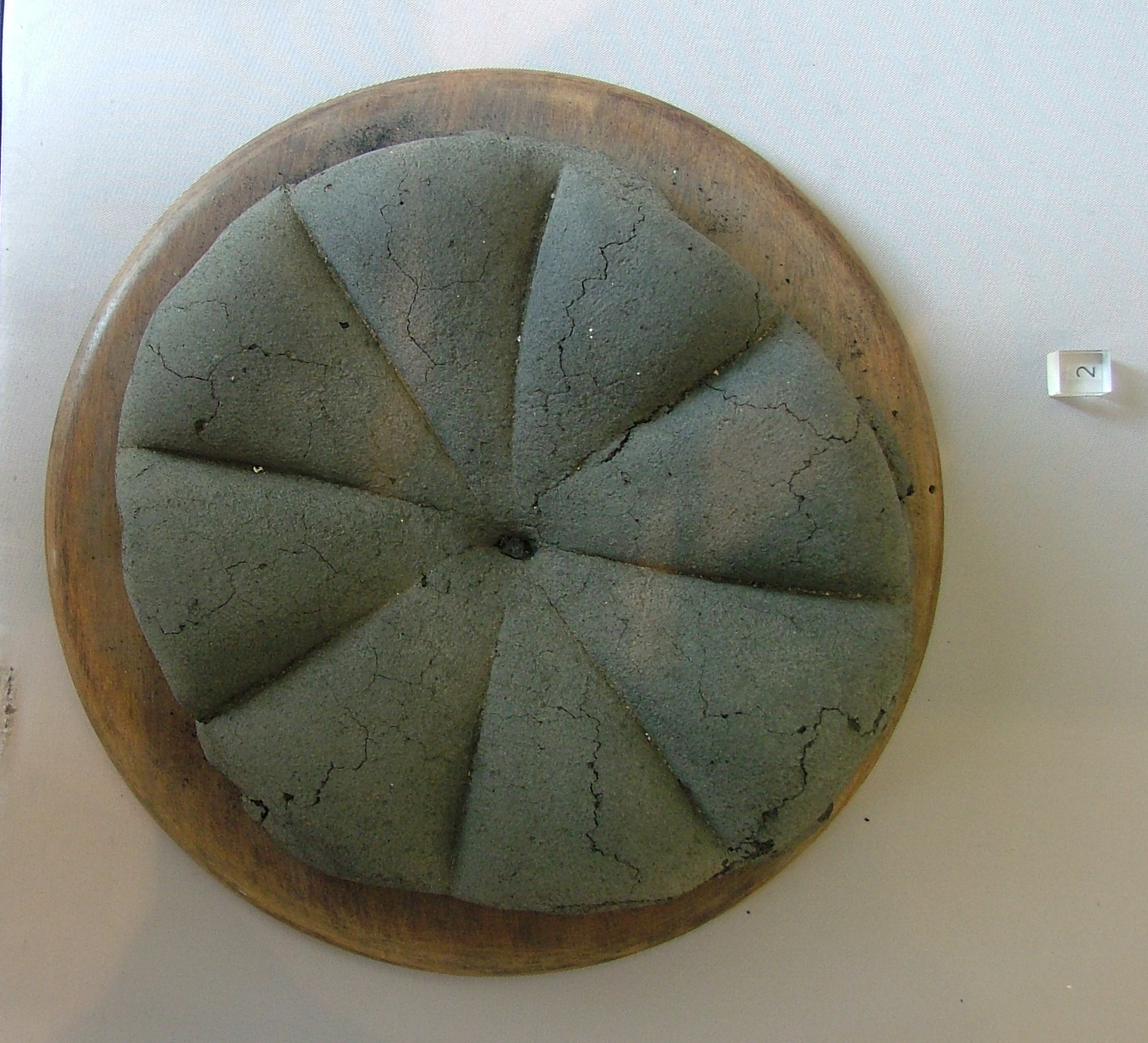
庞贝古城裡火山灰保留至今的面包

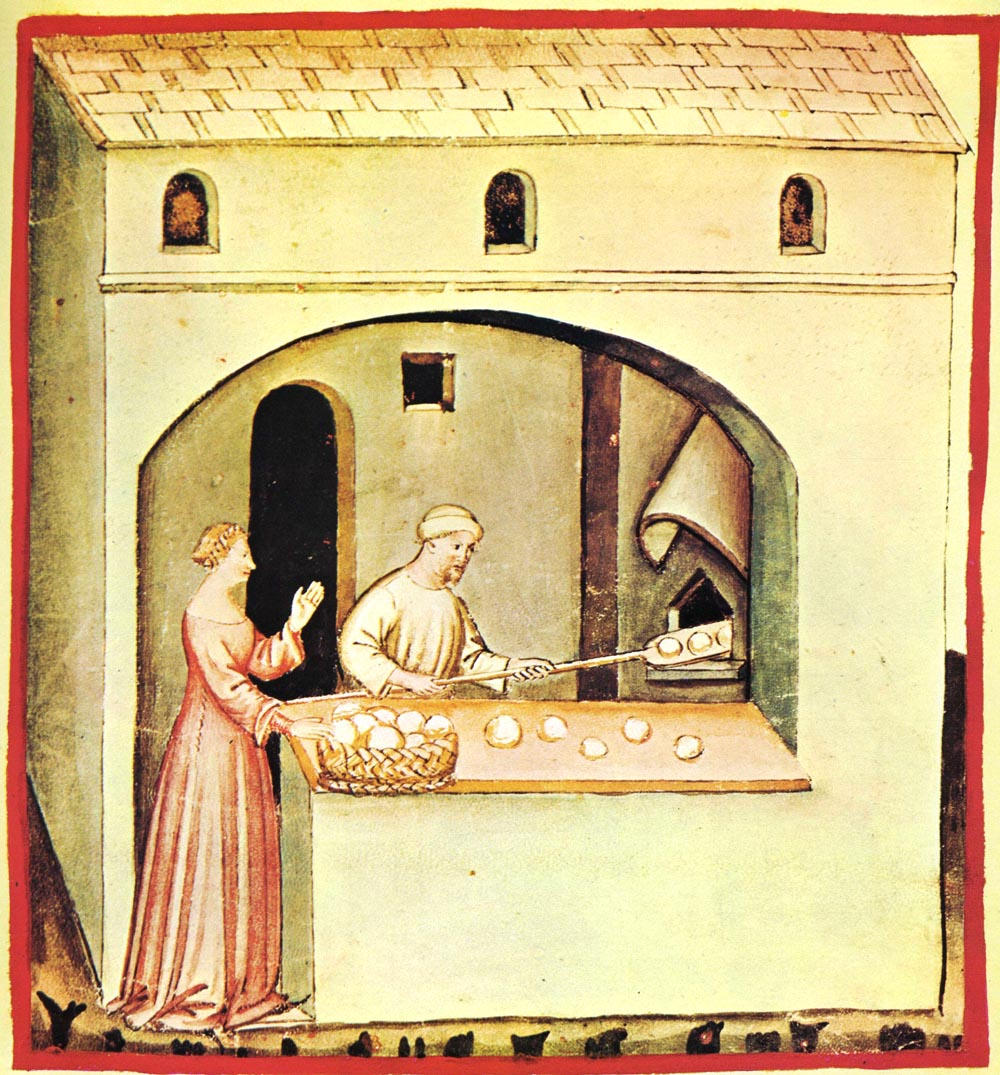
15世纪早期意大利北部的面包房

面包至少有3万年的历史。第一个面包很可能是偶然情况下弄熟的谷物面糊，也可能是史前人类用早期面粉和水做实验的结果。类似的面饼现在还能在世界各地找到，制作面饼的材料可以是任何谷物，例如墨西哥薄饼、印度的馕、中东的皮塔饼、中国的煎饼。这种扁平面饼是人类早期文明中常见的主食，苏美尔人常吃大麦烙饼，公元前12世纪的古埃及人可以在街上买到叫做“ta”的面饼。古希腊人用精粉、油脂和葡萄酒做的面包祭祀地神克托尼俄斯。

## 史前
面包最早的考古学证据来自欧洲旧石器时代晚期的地层，大约距今3万年前。那时的面包只是发酵的粮食饼。在旧石器时代，人类尚生活在狩猎收集者社会中，主要能量来源是动物蛋白质和脂肪，粮食的地位不如今天重要。小麦和大麦是新月沃土上最早实现人工培育的植物之一，用它们做成的面包在大约1万年前的新石器时代成为主食。以小麦为主的农业从西南亚传到欧洲、北非和印度次大陆。在世界上其他地方，大米（东亚）、玉米（美洲）和高粱（撒哈拉以南非洲）分别被人工驯化成功，组成了那些地区独特的农业系统，并被用来做成类似面包的食物。
在世界各地，创造出面包一类的谷物主食使得狩猎采集社会转变为农业社会，这是人类社会的历史性转折点。随着农耕传播到欧洲和北非，所到之处，游牧民族很快放弃传统生活习惯，定居成为农民。虽然粮食作物在很多方面不如狩猎所得有营养，但农耕可以养活更多人口，促进社会进一步分工，产生更复杂的社会结构，最终孕育出文明。在东亚，和面包起到同样作用的粮食是大米；在美洲则是玉米。
酵母的历史也可以追溯到史前。酵母孢子四处飘散，很容易随机散落在潮湿的面团上，使面团自然发酵。现知最早的酵母出现在古埃及，电子显微镜在一些古埃及留下的面包上发现酵母细胞。但是古埃及人用二粒小麦做面包，比今天的面包结构更紧密，上面的酵母细胞有时很难被分辨。因此宣称在古埃及出现的酵母最早证据仍有商酌余地。

## 古典时代
在古典时代，最常见的酵母来源是保留一块发酵的面团。古罗马作家老普林尼曾经写道，高卢人和伊比利亚人用啤酒上撇下的泡沫和麵，做成“比其他地方更清淡的面包”。在一些产葡萄酒多于啤酒的地方，人们用葡萄榨汁过滤出的残渣混合面粉，或者直接把麸皮浸在葡萄酒裡制造酵母。
古典时代已经有品种丰富的面包了。古希腊人用大麦做面包，小麦面包非常珍贵。雅典城邦第一任执政官梭伦曾写过，只有宴会的时候才能烤小麦面包。雅典很早就出现了职业面包师，到了2世纪，随着希腊化的小亚细亚成为罗马行省，在罗马市也能看到希腊来的面包师。在罗马工作的外国面包师被允许成立行业工会。古罗马作家阿特纳奥斯在《欢宴的智者》一书中描述了当时罗马人吃的面包、蛋糕、饼干和糕点，可作为历史见证。书中提到的面包有薄烤饼、蜂蜜油脂面包、蘑菇形面包沾满罂粟籽，还有军队里特有的炙叉烤面包卷。
用来做面包的小麦也有种类和质量的差别，公元前4世纪的喜剧作家 Diphilus 描述道：“小麦面包处处比大麦好，又营养，又好消化，怎么吃都好极了。”当时面粉的优劣以筛过的精粉为最优，普通较粗的小麦粉次之，没脱净的全麦面包为最差。面包的重要意义从命名就能看出来。一顿饭的其他部分被称为“调味品”（ópson），说明无论桌上有什么，都是面包的配菜。

## 中世纪

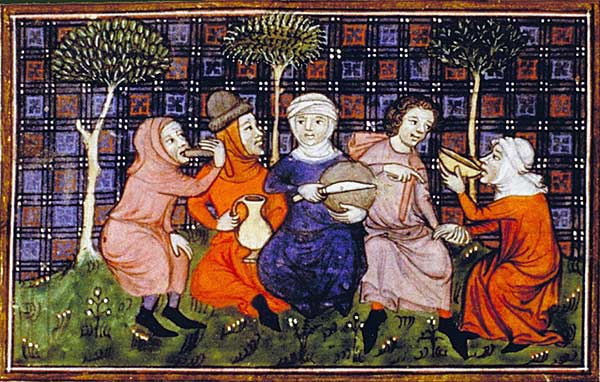
14世纪法国绘画表现农民分享面包

在中世纪的欧洲，面包不仅是主食，也是餐具的一部分。小康以上的家庭用一块大约15厘米X10厘米的陈面包（面包变陈不仅是水分蒸发而变硬，还包括水分从淀粉颗粒中转移到空隙，使淀粉再结晶化，面包失去“新鲜”口感，吸收周围其他食物的味道，变得难吃）当餐盘，人手一块。这块面包吸收食物上的汤汁后，既可以随饭吃掉，也可以分给穷人或喂狗。15世纪出现木质餐盘，才取代了陈面包作为盘子的用途。
自中世紀末期開始，歐洲就有規範麵包價格、重量、品質的法律，如 13 世紀英國的法律 Assize of Bread and Ale，及檢查、監督的措施、程序，懲罰於麵包中非法混合、添加物質，或隱瞞、出售腐敗、變質食物的不良商家。

## 近代
1801 至 1836，assize 法相繼在蘇格蘭、英格蘭及全英國被廢棄。至近代，許多非法、有害的食物處理、操作手段難以監管、察覺。如 George III 在位時，雖然英國議會立法禁止出售有毒有害物質，但缺少可靠的方法檢測。18 世紀晚期至 19 世紀末，英國與美國常有面包店於面包中掺杂、混合包括白堊岩（石灰岩、碳酸鈣）、半水合硫酸鈣（石膏）、碳酸铵、木屑、黏土等一般可食用或無害的物質，乃至可達到有毒劑量的礬（明礬）等危險物質，以增加面包的重量，或使面包看起来更白。1820 年，德國化學家 Frederick Accum 於英國發現並公告此事，以警大眾。1837 年，美國牧師、飲食健康改革家 Sylvester Graham 著書教導公眾自製麵包。英國於 1860 及 1899 年兩度立法，美國各州亦相應施行監管措施，終遏止類似事件。

## 现代
人类进入现代，最先被工业化的几种技术之一就是做面包。 奥托·罗维德在1912年发明了把面包切成片的机器。但当时的面包店都不愿买这个新发明，面包师担心全切成片的面包更容易变陈。直到1928年，罗维德把面包切片机和包装机结合到一起，切片面包一下子流行起来。一位美国中部密苏里州的面包师最先使用这种机器。
白面包世世代代是有钱人的食物，穷人必须吃黑面包（全麦）。然而这一现象在20世纪后期的西方社会逆转。现在全麦面包因其富有营养价值，成为富有阶级的首选。而白面包常和基层不重视营养的人联系在一起。
面包业的另一个重大发展发生在1961年，英国发明了乔利伍德面包处理法。这一方法把大部分工作交给机器，大大减少了发酵周期和制作面包的时间。在机器的帮助下，即使用劣质小麦也可以做出蓬松美观的面包。与之相比，传统烘焙方法非常耗时，面团与酵母混合后，需要揉麵、静置多次才能送进烤箱。但是乔利伍德处理法做面包需要更多添加剂，3/4号称对面包过敏、有不适应症的人，对传统方法做的面包没有不良反应。乔利伍德面包处理法现在广泛应用于世界各地，英国、澳大利亚、新西兰和印度80%的工厂面包用这种机器做成，很多独立面包店也用机器完成一部分工序。
最近，特别是在较小的面包店里，一些面包师也会用化学添加剂来减少混合时间、发酵时间，于是完成制作面包的整个过程只需要不到3小时。用化学添加来减少发酵时间的面包在行业中被称为“快速面包”（quick bread）。常用的添加剂有半胱氨酸和焦亚硫酸钠，氧化剂如溴酸钾，抗氧化剂如抗坏血酸等也常被使用。使用这些添加物，可以使半熟练、在小作坊裡工作的工人模仿出高级面包师的手艺。